# Kapap
KAPAP, estilizado Kapap (en hebreo: קפ"פ‎ o קפא"פ) es el acrónimo de KrAv PAnim el Panim, traducido como «combate cara a cara». Es un sistema militar de combate cuerpo a cuerpo y defensa personal, con énfasis en la defensa ante oponentes con armas contundentes, cortopunzantes o de fuego.

## Historia
Los orígenes del Kapap se remontan al Palmaj (acrónimo de Plugot Machatz, lit. Pelotones de presión), la unidad de élite de la Haganá, creada el 14 de mayo de 1941 durante el Mandato Británico de Palestina, que serviría de base para algunas de las unidades especiales de las futuras Fuerzas de Defensa de Israel (FDI). En ese entonces, el Kapap no era un arte marcial ni un sistema definido de defensa personal, sino la denominación que recibía el conjunto tácticas y técnicas de entrenamiento militar en combate, cuyo objetivo en esa etapa incipiente de las unidades combativas judías, era desarrollar un conjunto de habilidades defensivas y ofensivas y reforzar el espíritu combativo del practicante. Aquello incluía el empleo táctico de armas frías y la adaptación de técnicas de combate occidentales –boxeo y lucha grecorromana–, reforzadas con judo, jujutsu y karate. Al mismo tiempo, se desarrollaron técnicas propias del empleo en combate de bastones cortos y largos, debido a la abundancia de palos de todo tipo en el terreno (ramas, antenas, etc.).
El pueblo judío declaró su independencia el 14 de mayo de 1948, y casi de forma inmediata fue atacado por fuerzas de origen árabe. Fue entonces cuando la Haganá (en hebreo "ההֲגָנָה" cuyo significado es «la defensa»), una organización paramilitar de autodefensa creada en 1920, pasó a llamarse oficialmente Tzava Haganah Le'Yisrael que es el actual «Fuerzas de Defensa de Israel», en inglés Israeli Defense Force (IDF). 
En 1957 se formó una unidad para operaciones secretas, sobre la base de la organización y el entrenamiento del S.A.S. (Special Air Service) británico, de nombre Sayeret Matkal (en hebreo סיירת מטכ"ל o Unidad 216), dándose a conocer el 3 y 4 de julio de 1976 cuando ejecutó la operación conocida como «Operación Entebbe», mediante la cual rescataron a 103 rehenes secuestrados por terroristas palestinos y llevados a la República de Uganda. En las IDF, las unidades de las fuerzas especiales lideraron el entrenamiento en defensa personal y en la década de 1970 se perfeccionó el sistema de lucha cuerpo a cuerpo que contenía el Kapap y se denominó Lochama Zehira (o Lotar), cuya traducción sería «micro lucha».
En la década de 1980, para extender el entrenamiento de combate cuerpo a cuerpo a las unidades militares regulares y unificar doctrinas, se sistematizó la enseñanza del Krav Magá. Aun así, las unidades de las Fuerzas Especiales continuaron utilizando el Lotar. Entre las unidades que continuaron utilizando el Kapap, está la unidad antiterrorista de élite Yamam, que suministró la información de los casos de estudio en los cuales se basó la investigación que permitió el desarrollo moderno del Kapap. 
En el año 2000 el entonces Mayor de la IDF, Avi Nardia, es convocado por la unidad Yaman para que sistematice el sistema de defensa personal de la unidad. El maestro Avi Nardia era, ya en ese momento, un veterano en artes marciales, instructor de Lotar y Krav Magá. Tras de realizar el trabajo requerido, y de convertirse en el instructor de defensa personal de la unidad Yaman, Avi Nardia bautizó su sistema como Kapap, por este motivo se reconoció a Avi Nardia como el padre del Kapap moderno.
El Kapap es actualmente un complemento de CQB (Close Quarter Battle), traducido como «combate en espacios cerrados». Normalmente implica el entrar en un edificio considerado hostil, recorrer todas sus habitaciones y limpiarlo de oposición, de acuerdo a un plan preestablecido, preservando la vida de posibles rehenes y produciendo el menor daño posible a las instalaciones. El Kapap es un sistema de defensa personal, se base en conceptos de combate que se encuentran en constante evolución y desarrollo. Su forma de aprendizaje es innovadora y no trabaja en función de técnicas sino de conceptos, lo que revolucionó los sistemas de combate modernos. En el Kapap moderno se entrena el combate mano a mano, la resolución de agarres y estrangulamientos, el desarme de agresores armados y el empleo de bastón, cuchillo y armas de fuego, además del acondicionamiento físico y mental para soportar el estrés de un enfrentamiento en el cual esta en riesgo la vida.

## Principales contribuciones
- Gershon Kopler: Maestro de judo e instructor de jujutsu / juijitsu, fue quién organizó y estableció el concepto de la autodefensa como parte del entrenamiento de Kapap en el Palmach y Haganah
- Yehuda Marcus: Instructor de judo y de jiujitsu que sustituyó a Gershon Kopler
- Moshe Finkel: Oficial del entrenamiento de Palmach, integrador de las diversas tipologías del arte en el entrenamiento
- Maishel Horovitz: Instructor oficial de Kapap de Palmach, estaba a cargo del desarrollo de las tácticas de lucha con palo corto y fue el creador del término Kapap
- Yitzhak Sade: Comandante de Palmach que adoptó las doctrinas del entrenamiento de Kapap
- Avi Nardia: Padre del Kapap moderno, en el año 2000 elaboró el programa de entrenamiento en defensa personal para la unidad antiterrorista Yaman

El método del bastón en autodefensa forma parte del programa de Kapap, fue adoptado por las fuerzas británicas coloniales en la India y se comenzó a enseñar como respuesta a la posible amenaza de algunos árabes que se movían equipados con el «Nabut» (palo de un metro de largo).
La parte acentuada del entrenamiento era el uso de palos (corto y largo). El método del palo corto llegó a ser el más popular, debido a la rápida adaptación que tuvo entre la generación joven de reclutas.

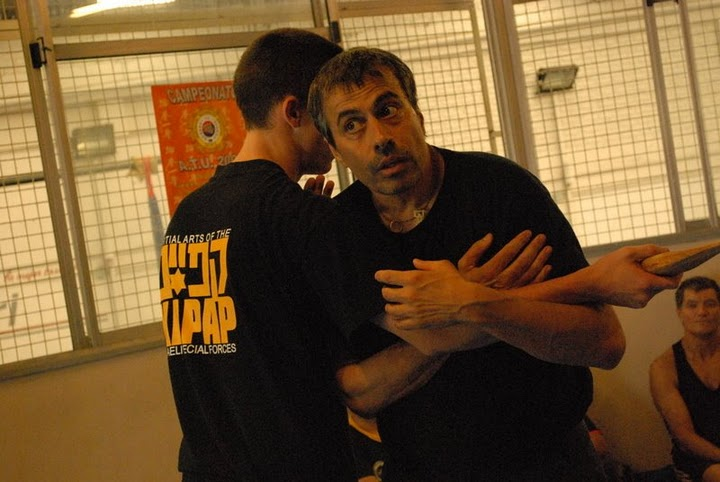
Maestro Avi Nardia.

## Entrenamiento
La principal diferencia del Kapap con cualquier otro sistema de defensa personal o arte marcial se basa en su metodología de aprendizaje. El entrenamiento del Kapap se basa en desarrollo de conceptos y no en el aprendizaje de técnicas. Mientras que los sistemas basados en técnicas buscan la creación de reflejos condicionados, el Kapap busca que mediante el desarrollo de ejercicios diseñados específicamente, el practicante incorpore los conceptos del sistema, para que luego él pueda desarrollar la técnica específica para la situación que se le presenta en el combate. 
Algunos de estos conceptos son:
- La técnica de dos puntos
- La posición relativa
- La economía de movimiento
- No romper el contacto
- El empleo de la línea media
- La evaluación y evolución

Las áreas generales de trabajo son:
- El combate mano a mano, o hand to hand
- La resolución de agarres y estrangulamientos
- El combate en el suelo
- El combate con armas
- El entrenamiento bajo estrés

Una parte principal en el entrenamiento del Kapap es la incorporación de ejercicios bajo estrés, mediante los cuales se busca reproducir algunas de las alteraciones psicofísicas que sufrirá la persona durante un enfrentamiento real.
Dentro del combate con armas, se entrenan principalmente:
- El combate con bastón y la resolución de agresiones con elementos contundentes
- El combate con cuchillo y la resolución de agresiones con elementos cortantes y punzantes
- El ICPS (Instinctive Combat Point Shooting o tiro instintivo israelí) y la resolución de agresiones con armas de fuego

## Kapap en Sudamérica
La Federación Sudamericana de Kapap (F.S.K.) depende de Avi Nardia Kapap Combatives, cuyo titular es el maestro Avi Nardia.